# Angelika Renate Storz-Chakarji
Angelika Renate Storz-Chakarji (* 4. November 1953 in Tuttlingen) ist eine deutsche Diplomatin im Ruhestand, die von 2012 bis 2015 deutsche Botschafterin in Katar war. Von 2009 bis August 2012 war sie deutsche Botschafterin in Oman.

## Leben
Nach dem Abitur begann Angelika Renate Storz-Chakarji 1972 ein Studium der Rechtswissenschaften an der Albert-Ludwigs-Universität Freiburg und der Eberhard Karls Universität Tübingen und legte 1976 das Erste Staatsexamen ab. Im Anschluss setzte sie zwischen 1977 und 1979 ihr Studium an der Paul H. Nitze School of Advanced International Studies der Johns Hopkins University in Bologna fort und erwarb dort einen Abschluss als Master of Arts (M.A. in International Affairs (SAIS)).
1979 trat sie in den Auswärtigen Dienst und fand nach Abschluss der Attachéausbildung 1981 Verwendung in der Rechtsabteilung des Auswärtigen Amtes, ehe sie danach von 1983 bis 1986 Mitarbeiterin an der Botschaft in Japan war. Nach einer anschließenden Verwendung an der Ständigen Vertretung bei den Vereinten Nationen in New York City war sie von 1989 bis 1998 im Auswärtigen Amt in der Politischen Abteilung sowie in der Zentralabteilung tätig.
Zwischen 1998 und 2000 war sie Austauschbeamtin im Außenministerium von Frankreich und anschließend Mitarbeiterin in der Botschaft in Frankreich. Nach ihrer Rückkehr war sie zuerst zwischen 2004 und 2008 Referatsleiterin in der Europaabteilung des Auswärtigen Amtes und nahm daraufhin an einer einjährigen Sprachfortbildung teil.
Von 2009 bis August 2012 war Angelika Renate Storz-Chakarji Botschafterin in Oman. Von September 2012 bis Sommer 2015, war sie deutsche Botschafterin in Katar.